# Gull-Maj Norin
Gull-Maj Norin, född 20 april 1913 i Helsingborg, död 27 november 1997 i Köpenhamn i Danmark, var en svensk skådespelare.
Norin spelade ofta rollen som en vacker femme fatale och medverkade i en rad danska filmer. Hon var från 1940 gift med regissören Søren Melson (1916–1984).
Norin var dotter till Anne-Sophie Norin, som 1920 hos Ernst Rolf sjöng visan om "Docklisa".

## Filmografi i urval
- 1933 – Två man om en änka
- 1934 – Karl Fredrik regerar
- 1934 – Sången om den eldröda blomman
- 1935 – Fredlös
- 1936 – Skeppsbrutne Max
- 1936 – Släkten är värst

## Teater

### Roller (ej komplett)
| År   | Roll | Produktion                                     | Regi        | Teater      |
| ---- | ---- | ---------------------------------------------- | ----------- | ----------- |
| 1933 |      | Middag kl. 8 George S. Kaufman och Edna Ferber | Gösta Ekman | Vasateatern |